# Liste der Biografien/Kirn
Liste der Biografien |
Portal Biografien |
Personensuche
# |
A |
B |
C |
D |
E |
F |
G |
H |
I |
J |
K |
L |
M |
N |
O |
P |
Q |
R |
S |
T |
U |
V |
W |
X |
Y |
Z |
?
 
Ka |
Kb |
Kc |
Kd |
Ke |
Kf |
Kg |
Kh |
Ki |
Kj |
Kl |
Km |
Kn |
Ko |
Kp |
Kr |
Ks |
Kt |
Ku |
Kv |
Kw |
Ky |
Kx |
Kz
 
Kia |
Kib |
Kic |
Kid |
Kie |
Kif |
Kig |
Kih |
Kii |
Kij |
Kik |
Kil |
Kim |
Kin |
Kio |
Kip |
Kir |
Kis |
Kit |
Kiu |
Kiv |
Kiw |
Kix |
Kiy |
Kiz
 
Kira |
Kirb |
Kirc |
Kird |
Kire |
Kirf |
Kirg |
Kirh |
Kiri |
Kirj |
Kirk |
Kirl |
Kirm |
Kirn |
Kiro |
Kirp |
Kirr |
Kirs |
Kirt |
Kiru |
Kirv |
Kirw |
Kiry |
Kirz
Die Liste der Biografien führt alle Personen auf, die in der deutschsprachigen Wikipedia einen Artikel haben. Dieses ist eine Teilliste mit 38 Einträgen von Personen, deren Namen mit den Buchstaben „Kirn“ beginnt.

## Kirn
- Kirn, Carl von (* 1805), deutscher Verwaltungsjurist
- Kirn, Frank (* 1969), deutscher Fußballspieler
- Kirn, Herbert (1921–2012), deutscher Ingenieur
- Kirn, Karl Alexander (1913–2008), deutscher Mediziner
- Kirn, Michael (* 1939), deutscher Rechtswissenschaftler und Anthroposoph
- Kirn, Otto (1857–1911), deutscher lutherischer Theologe und Hochschullehrer
- Kirn, Paul (1890–1965), deutscher Historiker
- Kirn, Richard (1902–1988), saarländischer Politiker (SPS)
- Kirn, Richard (1905–1979), deutscher Journalist und Schriftsteller
- Kirn, Rose (1941–2022), deutsche Organistin, Kirchenmusikerin und Hochschullehrerin
- Kirn, Stefan (* 1956), deutscher Informatiker, Wirtschaftsinformatiker und Hochschullehrer
- Kirn, Thomas (* 1967), deutscher Physiker
- Kirn, Volker (* 1966), deutscher Radrennfahrer
- Kirn, Walter (* 1962), US-amerikanischer AutorWalter Kirn (* 1962)

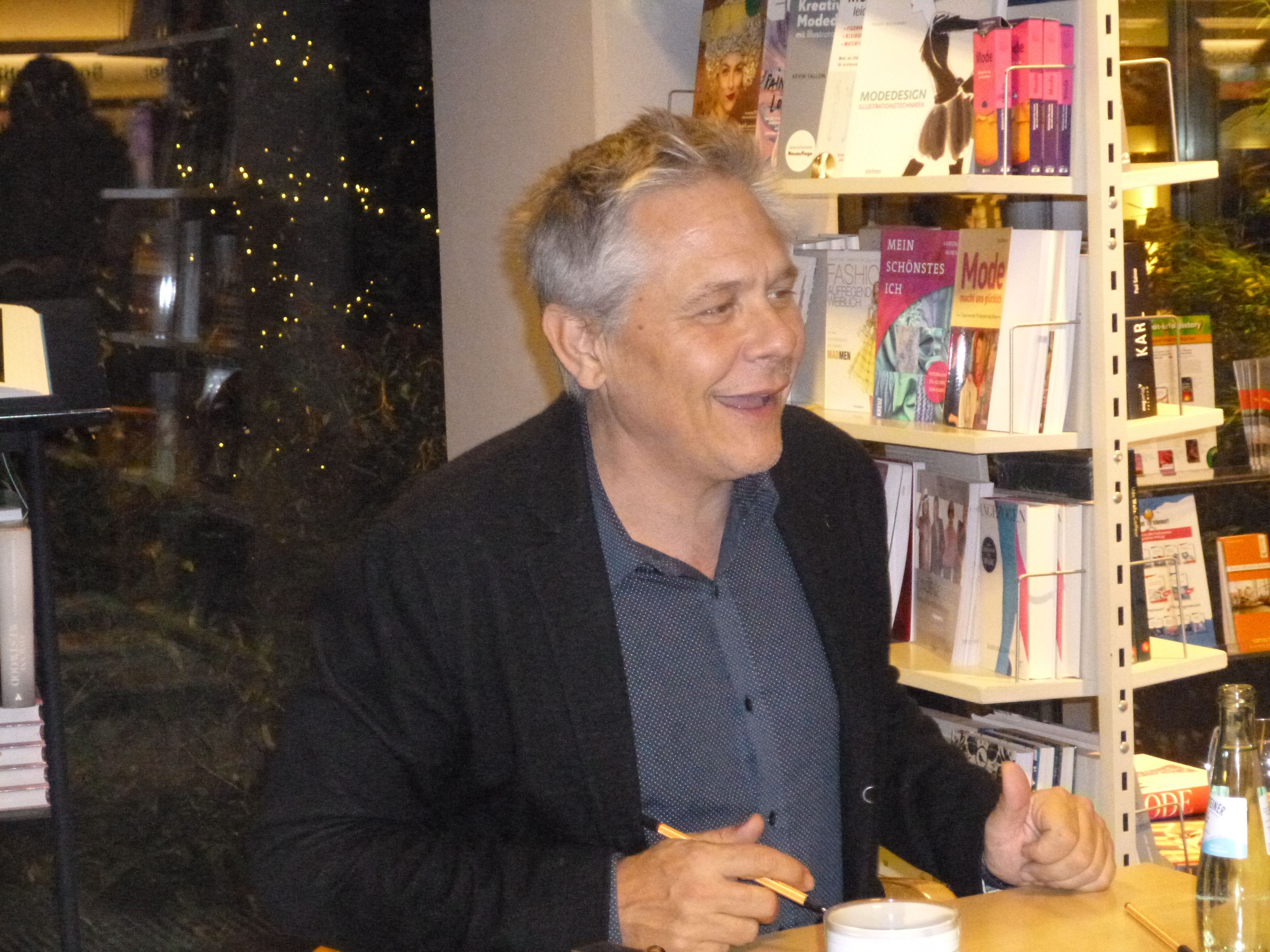
Walter Kirn (* 1962)

- Kirn, Walther (1891–1944), deutscher NSDAP-Kreisleiter

### Kirnb
- Kirnbauer von Erzstätt, Johann (1854–1906), österreichischer Heraldiker und Genealoge
- Kirnbauer, Bettina (* 1961), österreichische Diplomatin
- Kirnbauer, Dominik (* 2002), österreichischer Fußballspieler
- Kirnbauer, Franz (1955–2009), österreichischer Kulturpublizist, Herausgeber und Verlagsgründer
- Kirnbauer, Hugo (1918–2006), österreichischer Radiopionier
- Kirnbauer, Susanne (* 1942), österreichische Balletttänzerin, Choreographin, Schauspielerin und Autorin
- Kirnbauer, Thomas (* 1957), deutscher Geologe
- Kirnberger, Ferdinand (1875–1962), hessischer Politiker (Zentrum) und Minister des Volksstaates Hessen
- Kirnberger, Johann Philipp (1721–1783), deutscher Musiktheoretiker und Komponist
- Kirnberger, Urban Lorenz (1819–1892), deutscher Musikpädagoge, Organist und Komponist

### Kirne
- Kirner, Berthold (1951–2022), deutscher Maler
- Kirner, Catalina Navarro (* 1979), deutsche Schauspielerin
- Kirner, Fabian (* 1978), deutscher Creative Director
- Kirner, Florian (* 1975), deutscher Kabarettist und LiedermacherFlorian Kirner (* 1975)

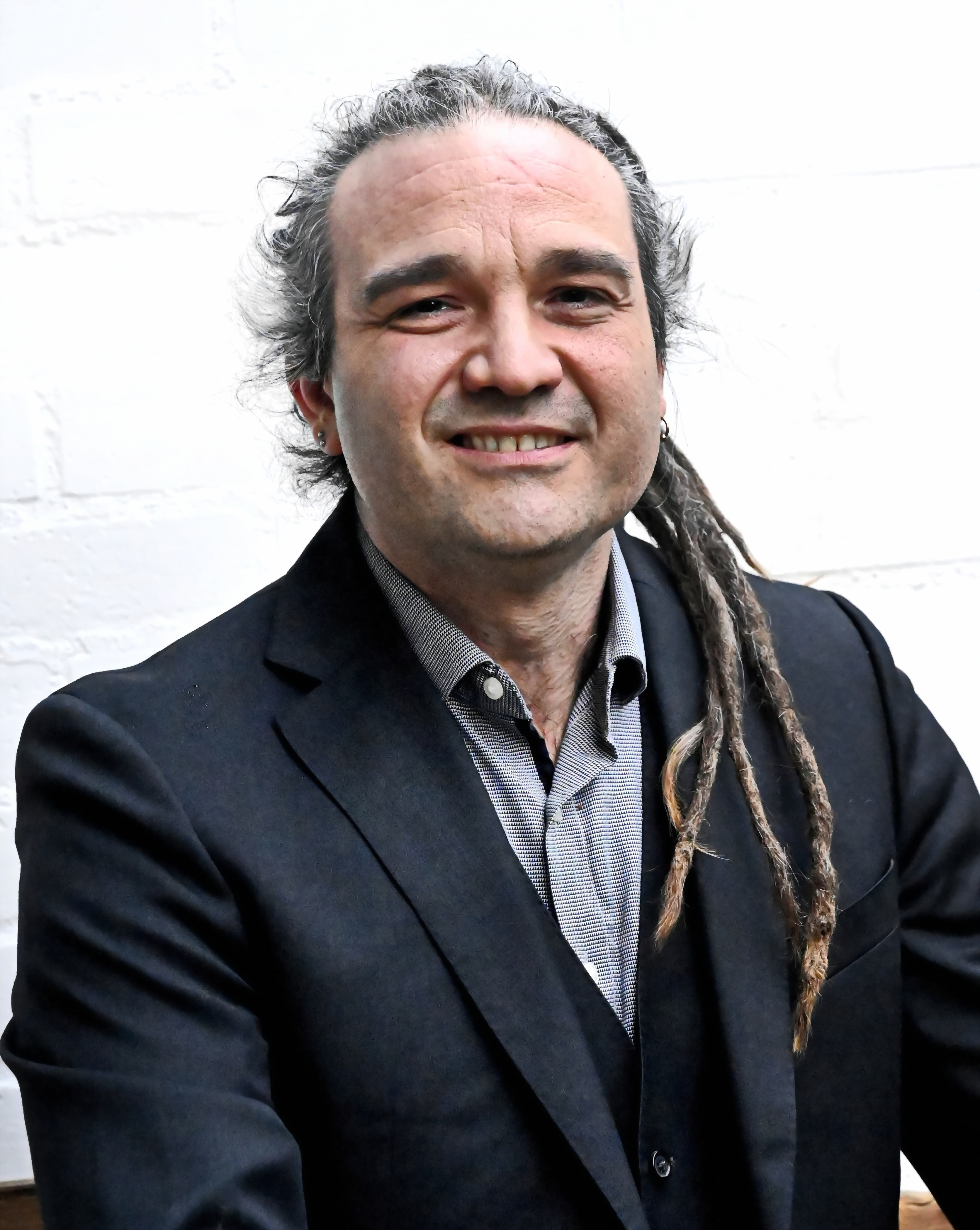
Florian Kirner (* 1975)

- Kirner, Georg (* 1936), deutscher Abenteuerreisender, Amateur-Ethnologe und Buchautor
- Kirner, Joan (1938–2015), australische Politikerin
- Kirner, Johann (1923–2016), österreichischer Landesbediensteter und Politiker, Landtagsabgeordneter der Steiermark
- Kirner, Johann Baptist (1806–1866), deutscher Maler
- Kirner, Joseph (1769–1830), Uhrenhändler, Emigrant in den Vereinigten Staaten, Gründer der Stadt Kernersville in North Carolina
- Kirner, Jürgen (* 1960), deutscher Fernsehmoderator, Volkssänger, Kabarettist und Autor
- Kirner, Lukas (1794–1851), deutscher Maler

### Kirni
- Kirnig, Alois (1840–1911), böhmischer Landschaftsmaler
- Kirnig, Paul (1891–1955), österreichischer Maler und Grafiker